# Subbiano
Subbiano è un comune italiano di 6 440 abitanti della provincia di Arezzo in Toscana.

## Geografia fisica
Risalendo la valle del Casentino il primo centro abitato che si incontra sulla riva sinistra dell'Arno è Subbiano, a circa 12 chilometri da Arezzo. Il paesaggio varia da moderne costruzioni a vecchi casolari con una campagna coltivata con ulivi o vigneti. Il comune si estende tra nord-ovest e Sud dell'Alpe di Catenaia, che ne è il rilievo montuoso più importante. 
- Classificazione sismica: zona 2 (sismicità medio-alta), Ordinanza PCM 3274 del 20/03/2003
- Classificazione climatica: zona D, 2041 GG
- Diffusività atmosferica: media, Ibimet CNR 2002

## Origini del nome
Il nome Subbiano potrebbe derivare dall'espressione latina Sub Jano conditum ovvero "Costruito al tempo di Giano"

## Storia

### I primi insediamenti
I più vecchi ritrovamenti di insediamento umano risalgono tra 3.000 e 1.000 anni a.C. Sull'Alpe di Catenaia le tribù del tempo si concentravano sull'allevamento e sull'agricoltura. Conoscevano la ceramica, la tessitura, la lavorazione della pietra per l'utilizzo su frecce o coltelli. Le loro credenze religiose si concentravano sul dio Sole.
Secondo una versione più attendibile il nome sarebbe di derivazione latina, come del resto tutti i toponimi che terminano in -ano -ana che si sono formati dalla aggettivazione del nome del proprietario del fondo sul quale è sorto l'insediamento (cosiddetto nome prediale). Per Subbiano si ipotizza un toponimo costruito sul gentilizio romano Sevius (un centurione), poi corrotto in Suvius da cui vicus Suvianum e poi Subbiano. Allo stesso modo la località Valenzano, appartenente al Comune di Subbiano, deriverebbe dal nome proprio latino Valentius, da cui vicus Valentianum e poi Valenzano.

### Simboli
Lo stemma e il gonfalone sono stati concessi con decreto del presidente della Repubblica del 19 luglio 1986.
Il gonfalone è un drappo di giallo.

## Monumenti e luoghi d'interesse

### Costruzioni civili e militari
- Castello Medioevale nel centro storico
- Castello di Castelnuovo
- Castello di Valenzano, sorto su un insediamento di origine romana, ricordato nell'XI secolo come possesso degli Ubertini prima, poi dei Tarlati di Pietramala, fino alla sottomissione a Firenze nel 1385. Il castello fu completamente ricostruito nel 1870 per volere dei proprietari conti Bastogi in forme neoromaniche e neogotiche.
- Palazzo Ducci
- Palazzo Subiani-Ducci
- Palazzo di Podesteria
- Palazzo Lapini
- Palazzo Boschi
- Palazzo Comunale
- Monumento ai caduti della Prima guerra mondiale
- Piazza Carducci

### Costruzioni religiose
- Chiesa di Santa Maria della Visitazione
- Chiesa di San Giovanni Battista[6]
- Chiesa di Santa Maria a Valenzano
- Chiesa di San Mamante a Santa Mama, nella quale è una pala con la Vergine col Bambino tra i Santi Francesco e Mamante di Bernardino Santini, del 1645 circa.[7]
- Chiesa di San Giustino a Montegiovi

Nel cimitero è presente una cappella, dei Lapini, decorata con affreschi di Galileo Chini.

## Infrastrutture e trasporti
Subbiano è servita dalla stazione di Subbiano, sulla ferrovia Arezzo-Stia.
Anche la stazione di Calbenzano e la stazione di Santa Mama, situate lungo la stessa linea, ricadono nel territorio comunale di Subbiano.

## Società

### Evoluzione demografica
Abitanti censiti

### Etnie e minoranze straniere
Secondo i dati ISTAT al 31 dicembre 2009 la popolazione straniera residente era di 652 persone. Le nazionalità maggiormente rappresentate in base alla loro percentuale sul totale della popolazione residente erano:
- Romania 209 (3,27%)
- Albania 128 (2,01%)
- Macedonia del Nord 84 (1,32%)

## Amministrazione
Di seguito è presentata una tabella relativa alle amministrazioni che si sono succedute in questo comune.
| Periodo        | Periodo        | Primo cittadino          | Partito                            | Carica                | Note   |
| -------------- | -------------- | ------------------------ | ---------------------------------- | --------------------- | ------ |
| 26 luglio 1885 | 26 luglio 1985 | Petar Duper              | Partito Nazionalsocialista         | Domatore di Cinghiali | [ 9 ]  |
| 26 luglio 1985 | 29 giugno 1990 | Luciano Maestrini        | Partito Socialista Italiano        | Sindaco               | [ 9 ]  |
| 29 giugno 1990 | 24 aprile 1995 | Maurizio Dini            | Partito Socialista Italiano        | Sindaco               | [ 9 ]  |
| 24 aprile 1995 | 14 giugno 1999 | Piero Domenico Picinotti | Partito Democratico della Sinistra | Sindaco               | [ 9 ]  |
| 14 giugno 1999 | 14 giugno 2004 | Piero Domenico Picinotti | centro-sinistra                    | Sindaco               | [ 9 ]  |
| 14 giugno 2004 | 8 giugno 2009  | Ilario Maggini           | centro-sinistra                    | Sindaco               | [ 9 ]  |
| 8 giugno 2009  | 26 maggio 2014 | Ilario Maggini           | lista civica                       | Sindaco               | [ 9 ]  |
| 26 maggio 2014 | 27 maggio 2019 | Antonio De Bari          | lista civica Per Subbiano          | Sindaco               | [ 10 ] |
| 27 maggio 2019 | in carica      | Ilaria Mattesini         | lista civica Insieme per Subbiano  | Sindaco               | [ 9 ]  |

## Sport
- A.C.D. Marino Mercato Subbiano[11]
- New Team Giano
- A.T.S. Associazione Tennis Subbiano
- Subbiano Marathon
- MTB Race Subbiano
- ASD Capolona-Subbiano Pallavolo (fondata nel 2015), attività di pallavolo femminile. Scuola Regionale di Pallavolo FIPAV, Marchio di Qualità per il Settore Giovanile 2020-21 e 2022-24. Partecipa ai campionati di categoria giovanili nel Comitato Territoriale FIPAV Etruria. La prima squadra milita attualmente in Prima Divisione.
- A.S.D. Falciano